# フォーミュラ計画
フォーミュラ計画（フォーミュラけいかく、またはフォーミュラプロジェクト、英語名はFormula Project）は、アニメーション映画『機動戦士ガンダムF91』のバックボーンを描くために設定された架空の計画。S.N.R.I.（サナリィ）が発動した小型モビルスーツ（MS）開発計画で、主役機であるガンダムF91などが開発されている。
メカニックデザインは大河原邦男、他。

## 設定概要
宇宙世紀0102年、サナリィは地球連邦政府に対し、MS小型化の指針を提示。これを受けて地球連邦軍はアナハイム・エレクトロニクス（AE）社に小型MSの開発を要請し、初の小型MSとして「ヘビーガン」を完成させる。しかしその性能に不満を持ったサナリィは、連邦議会の承認を経て「フォーミュラ計画」とする小型MS開発計画を進め、宇宙世紀0111年9月にF90を完成させる。翌0112年（0111年10月とする資料もある）に開催された連邦軍の次期主力機コンペにおいて、F90はAE社が開発した試作機MSA-0120に圧勝し、MS開発の主導権をサナリィへと移した。この背後には、AE社のMS開発独占を危惧した議会・参謀本部の「工廠派」とよばれる勢力の支持があったといわれる。開発にはサナリィ幹部のジョブ・ジョンが携わっている。
フォーミュラ計画によって開発された機体群は、それ以前のMSとは異なる規格となり、本格的な第2期MSと呼べるものである。出力の効率はそのままに機体の小型化に成功しており、軍事費の削減にも寄与した。
型式番号
フォーミュラ計画は以下の分類でMSの設計開発が行われていたとされる。このうち、F6シリーズに属するMSは発表されていない。
- F5シリーズ - AFV型MS
- F6シリーズ - 局地戦用格闘型MS（コードナンバーのみで廃止、とされている）
- F7シリーズ - 支援用MS
- F8シリーズ - 汎用量産型MS
- F9シリーズ - 主力MS

開発番号はF9シリーズの場合、1番目に開発された機体がF90、2番目に開発された機体がF91と指定され、末尾が9まで到達した時は新たなコードが割りあてられることになっている（コード名称は不明。F01から始まるという説もある）。また「F90全試験計画案」には、F90のミッションパックZ（Zero）をF0-1号機とする記述もある。
F8シリーズは、ヘビーガンの後継などを目的とした汎用量産型MSとされている。漫画『機動戦士クロスボーン・ガンダム DUST』に登場するF89は「F90を開発する前段階で建造された実験機に付けられた社内コードネーム」という出自が別途設定されたため、フォーミュラ計画におけるF8シリーズには含まれない。

## F5シリーズ

### F50D
「F5シリーズ」の存在は書籍『SUPER MJ 機動戦士ガンダム最新MS造型資料集』で言及されている。ジェネレータに核融合炉を採用したAFV型モビルスーツとされ、ガンタンクと関連付けられて紹介されている。
本種別の目的として戦闘支援兵器であるGブルと可変モビルスーツの発想をまとめ、長距離支援用の機体を従来の半分の機体サイズに収めようと試みられたものとされる。ガンタンクR-44は「F50D」の改装機だったとの推測も存在する。
「ガンダムUC」に登場するD-50C ロトはサナリィで開発された機体であり、後続のF50の系列に連なるMSと目されている。また、同機の開発を契機としてサナリィはMS小型化の研究を開始している。

### ガンタンクR-44
劇場アニメ『機動戦士ガンダムF91』に登場する可変MS。
フロンティアIVの戦争博物館館長であったロイ・ユングが、私的に所有していた可変MS。頭長高約10mと、小型化が主流であった当時においてもひと際小型なサイズが特徴となっている。「R-44」は、ロイが44歳の時に本機を入手したことにちなむとされている。
人型の2本脚の背面側にキャタピラを備えており、2足歩行するMS形態と、両脚を前に伸ばして座った姿勢でキャタピラを用いて走行する戦車形態（タンクフォーム）を使い分ける、簡素な変形機能を有している。タンクフォーム時は車高が抑えられることから被弾率が低下し、射撃安定性は向上するが、機動性は著しく落ちるとされている。可変機構を採用した理由としては一年戦争時の支援兵器であったGブルのコンセプトと可変MSの発想をまとめたためとされる。
頭部は、主にMS形態で使用されるゴーグルカメラ部とタンク形態で使用される額のセンサーの2種類から構成されている。また、試作機ゆえにセンサーなどはジェガンタイプの内装部品を、スラスターなどはギラ・ドーガの部品を流用している。
機体の位置づけとしては、宇宙世紀100年以降の次期主力MS開発プランとして挙がったものの1つとされている。MSの小型化を模索している時期に、ミドルMSを改造して核融合炉を搭載することで小型化を達成しようと宇宙世紀0107年頃に開発された。
結局、小型MSが動くという以上の大きな成果は得られず、正式採用には至らなかった。この結果を受けサナリィの小型MS開発方針は従来型MSを縮小する方向で確定したといわれる。実験後に放棄されていたものをロイ将軍が引き取り、個人的に復元し有事に備えて改修を施していたとされている。一方で、レストアの際は寄せ集めの部品を組み合わせてでっち上げたとしている資料も存在する。
本機体の開発はフォーミュラ計画の一環でもあり、核融合炉を搭載したAFV型MSであるF50シリーズの1つともいわれる。また、ガンタンクの有用性を主張する高官が開発した核融合炉搭載型のAFV型MS「F50D」のうち、ロイ・ユングが私的に改装した機体がガンタンクR-44であると推定した資料もみられる。
コクピット
胸部前面ハッチから乗り込む上部コックピットには左右胸部と中央部に3名分の操縦席があるほか、股間部前面にも1名分のコックピットがあり、設定上ではコックピットハッチ上部に多目的収納庫を備え、股間部背面にも乗員用ハッチが設けられている。
武装・装備
200mmキャノン砲2門とマニピュレータ兼用のフィンガーランチャー、外装式の4連ミサイルポッドを備える。200mmキャノンについては徹甲弾を使用している。開発時にはビーム・キャノンの搭載も検討されたが、開発方針として機体の小型化が優先されてスペースが確保できなかったことから、実体式となった。ただし、本機体はロイ自身によって徹甲弾の炸薬や砲身に手が加えられているとされる。4連ミサイルポッドについては汎用性を持たせるためにマニピュレータを装備することとなった結果、外装式になったとされる。
劇中での活躍
フロンティアIVがクロスボーン・バンガード（CV）の襲撃を受けた際にロイが起動させ、襲撃から逃れてきた難民であるシーブックたちを巻き込んで戦闘に参加しようとした。しかし、モニターが下がらなかったりコックピットハッチが閉じなかったりとろくに整備されていない状態であり、初撃時に左200mmキャノンの砲身が発砲の圧力に耐えられず破裂したうえ、右キャノンもデナン・ゲーの攻撃で爆砕して機体は中破し、ロイは死亡する。シーブックたちも、友人の1人であったアーサーを失うこととなった。小説版では、キャノンの誘爆によってアーサーとローバーが戦死するが、ロイは死亡せず、クリスとともに連邦軍士官に説得され、本機体を放棄して避難した。
その後はシーブックたちがフロンティアIVから脱出するために使用し、スペースポートへ移動中に子供を盾として利用しようとした連邦軍のGキャノンと対峙するが、これをかわしている。スペースポートではCVに拉致されるセシリー・フェアチャイルドを奪還するためにシーブックが単独で搭乗したが、シオ・フェアチャイルドに銃撃された影響でまともに操練できずベルガ・ダラスのショットランサーを脚部に受け、機能停止した。黎明期の小型MSの性能ではCVの最新型MSに太刀打ちできなかった（シーブックは本機を「10年以上前に製造されたMS」と称している）。セシリーは放棄された本機体のコクピットの血痕を見て、シーブックは死んだものと誤解してしまう。
デザイン
メカニックデザインは大河原邦男。変形ギミックは、かつてサンライズの特撮映画『ガンヘッド』の時に提案して没だったものを提案して採用された。
大河原は雑誌記事において、後年の『機動戦士ガンダムSEED』シリーズに登場したザウート（ガズウート）に変形機構を流用したと語っている。

#### ガンタンクR-44 パワードウェポンタイプ
『ガンダムマガジン』No.5が初出。
ガンタンクR-44の試作時に提出された、ビーム砲を装備するもうひとつのプラン。マニピュレーターは廃され、右手にはフィンガー・ランチャーと外装式の2連ビーム・キャノン、左手には地上用戦闘車両としての火力強化を図るためのモーターガン・ユニット（8銃身20ミリガトリングガン、35ミリ機関砲、20ミリ機関砲2基からなる）を装備。右肩にのみGキャノンの4連マシン・キャノンを長銃身化し射程を延長したものを装備、これにともない頭部は対空精密照準システムに換装されている。左側頭部にはスモーク・ディスチャージャーを装備。カラーリングは通常型と同様のほか、オレンジに近いサンド・イエローとグレーを基調とした「野戦迷彩タイプ」も確認されている。最終的に、200ミリキャノン装備型が採用されている。
漫画『機動戦士ガンダムF90 ファステストフォーミュラ (F90FF)』では、0112年の北米キャッツキルの山岳演習場で1機が登場。ロト4機とともにガンダムF90Sタイプの射撃テストのアグレッサーとなる予定のところを何者かに奪取され、実弾で攻撃を仕掛けるが、山頂に移動したSタイプから逆に砲撃を受けて全滅する。なお、このときの本機の右肩には4連マシン・キャノンではなく200ミリキャノンを装備しており、ロトよりひと回り大きく描かれている。モノクロでしか確認できないが、塗り分けは野戦迷彩タイプと同様。

## F6シリーズ

### F60
『ガンダムエース』で連載された「月刊モビルマシーン」（漫画『F90FF』の関連企画）のGキャノンの記事内に登場。格闘型MSであるとされる以外は詳細不明。

## F7シリーズ

### キャノンガンダム
雑誌『B-CLUB』の連載企画「月刊MSジャーナル」が初出。その後、漫画『F90FF』に登場。
第1期F9試験運用計画において、F90でテストされたミッションパックのうち、評価が高かったSタイプは支援型のF7型として分岐（開発コードの "F7" は一年戦争時のガンキャノンを継承する形で付与）、その量産原型機が本機である。単なるF90の量産型ではなく、耐弾性を強化したコックピット（上面装甲がスライドして乗降する）、背部と脚部の複合スラスター・ベーンなど、当時最終調整中であったF91からのフィードバックがあり、スペック的にも部分的に原型機をしのぐ。「ガンダム」の名を冠しているが、頭部アンテナは両側面から上方に伸びており、メインカメラはゴーグル状となっている。
両肩の3連マシン・キャノンはビーム・キャノンや150ミリ高速砲に換装が可能なほか、非常時には強制排除できる。また、主砲ユニットを取り外すことで格闘戦にも対応可能な設計となっている。ビーム・ライフルやビーム・サーベルはヘビーガンのものを装備。
原型機同様、各種オプション武装用のハードポイントも充実しており、腕部・肩部・腰部側面・脚部に同規格のものを有し、腕部ハードポイントにはF90Sタイプの4連ビーム・キャノンを小型化した2連（ダブル）ビーム・ガンを標準装備する。
AA級軍事機密として1年近く秘匿されるが、本機の量産型であるGキャノンの配備を機に「月刊MSジャーナル ダイジェスト版」第1号（宇宙世紀0122年9月1日発行）で公表される。
作中での活躍
『F90FF』では、宇宙世紀0112年にジョブ・ジョンが「提出された性能数値だけでは読み取れない違和感をぬぐい去りたいときは、実際に搭乗して動かしてみる」とみずから搭乗してテストをおこなっている。ビーム・ライフルはF90のものを携行する。0115年にはF90 2号機やF89とともに連邦軍第2特別実験戦団「ファステストフォーミュラ」に配備され、ハジメ・タスカー少尉が搭乗、ビーム・ライフルに加えシールドもF90のものを装備する。暗礁宙域でF90Oタイプと共にエグム残党掃討任務に就いた際、突如現れたMSA-0120にコックピットをビーム・サーベルで貫かれる。

#### バリエーション（キャノンガンダム）
ビーム・キャノン搭載型
「月刊モビルマシーン」に登場。キャノンガンダムがF90Bタイプのミッションパックを装備した仕様。0115年に作成された概念図のみ確認できる。重爆撃仕様だが、低強度紛争では不要とされ量産型のGキャノンでは採用されていない。
レールキャノン搭載型
「月刊モビルマシーン」に登場。キャノンガンダムがF90Sタイプのミッションパックを装備した仕様。こちらも概念図のみ確認できる。Gキャノンには採用されていないが、コスモ・バビロニア建国戦争の激化にともなって再設計された機体が存在するという説もある。

### Gキャノン
『F91』に登場。
かつてのガンキャノンを想起させる大型のマシン・キャノンを両肩に装備した、ガンダムF90サポートタイプの量産モデルに相当する機体である。宇宙世紀0110年代初頭のコンペによりサナリィが連邦軍の次期主力MS調達先に内定した際、同社はF70 キャノンガンダムをそのままの仕様で量産化する予定だった。しかし当時同社は量産能力・製造コスト低減要求において連邦軍の需要を満たせず、さらに長年のMS供給実績を持つAE社を無視することができないという連邦側の政治的思惑により、生産はAE社に委託するという体制が採られた。AE社は委託生産にあたり量産性を向上させるためF70を再設計し、すでに量産体制を確立していたヘビーガンと機構を共通化した。
このような経緯で生まれたF71 Gキャノンは、宇宙世紀0115年にロールアウトした。
しかし、この一部の連邦軍サイドからの要求に応えたAE社による大幅な設計変更はサナリィのF70開発陣にとっては不本意なものであり、彼らはロールアウトしたF71に対し不快な表情をあらわにしたと伝えられている。実際のところAE社に製造を委託しているとは言いながらも、機体制御コンピューター等の技術提供をサナリィ側が拒否するなど、過度の秘匿主義がAE社側の反発を呼んだとも噂されており、両者の関係は良好と言えるものではなかったという。
F71は設計にあたり汎用機体であったF90Sから支援攻撃MSとして徹底的に最適化され、機体の軽量化・効率化に成功。使用しているジェネレーターやスラスターはAE社の既製品だが、サポートに必要ない機能をそぎ落としたことで、同時期の主力機であるヘビーガンよりも全長を頭一つ分弱コンパクトにまとめつつ、より大型のジェネレーターを搭載できる容積を確保した。マッチングの問題からF70ほどの性能は発揮できなかったものの、推力重量比を含めた性能はそれまでのMSとは一線を画し、数値上はサナリィ純正機やブッホ製MSに匹敵する性能を得ており連邦軍の要求する水準は十分満たした。また、先に実戦配備されたヘビーガンの機構を部分的に使用したことで作動機構のトラブルも減少、パーツも流用できるため現場のメカマン達からも好評で生産性だけでなく整備性にも優れた機体となっている。その一方で、F91からフィードバックされていた胸部構造はオミットされるなど、キャノンガンダムの持つ様々な革新的機構は失われた。ただし本機には肩部装備や肩アーマーのユニット換装機構、腕部および脚部にハードポイントが備えられており、拡張性には優れている。ハードポイントにはガンダムF90のミッションパックのうち腕部、脚部の一部が装備可能であるとされる。
しかし当時の連邦軍の仮想敵はあくまで暴動レベルの反政府勢力であった為、基本兵装が暴徒鎮圧の対人戦闘に重点が置かれており、またコロニー内での戦闘に考慮してあえて大口径の火器は標準装備されておらず、本格的な対MS戦闘ではいささかの見劣りは否めない。また中距離支援用MSであるもののビーム・サーベルを標準装備しており、格闘性能も高い事から初めからマシン・キャノンをオミットして配備される場合もある。頭部はF70（一説にはF90）と同タイプのものが装備される予定だったが、ヘビーガンと共通化されたことで往年のRX-77に似たゴーグルタイプのセンサーになったといわれる。コックピットの仕様はヘビーガンと同一となっている。

#### 武装（Gキャノン）
4連マシン・キャノン
暴徒鎮圧の対人戦闘の兵器。カートリッジ式で、中口径徹甲弾が装てんされる。銃身は4門だが排莢口は一つである。コロニー内戦闘用の非ビーム兵器として装備される。状況によりユニットごと排除可能で、最初から装備しない運用も選択できる。
ダブルビームガン
腕部に装着された小口径のビーム兵器。近接戦闘用の補助火器で、片腕に2門ずつ装備する。本来支援用として設計されたF71だが、キャノン砲排除時に格闘戦を行う想定で採用された。腕部ハードポイントによって装着される。
頭部バルカン砲
近接戦闘用に2門標準装備。
ビーム・ライフル
ヘビーガンと共用のフルバレルタイプのビーム・ライフル。
シールド
ヘビーガン用のシールドと同一。腕部ダブルビームガンの上から装備可能。ビーム・シールドと比べると防御力は低いが、本機においては貴重な防御兵装となっている。

#### 劇中での活躍（Gキャノン）
フロンティアコロニー防衛隊および月の主力艦隊の艦載機として十数機が登場した。本編では設定やスペックほどの活躍を見せることはなく、ジェガンと同じくクロスボーン勢MSに一方的に撃破された。特に、防衛隊は周囲の警戒を怠り、両肩の4連マシン・キャノンを発射した際に落下した薬莢が避難中の民間人コチュン・ハインの母親を直撃、これを死亡させ、またコロニー自体も誤射で損傷させてしまう。その他にもガンタンクR-44に乗って避難中のシーブック達を逆に威嚇する等、防衛隊本来の役割を果たせなかった。
「月刊モビルマシーン」では、宇宙世紀0146年頃のサイド2コロニー「アメリア」（後のザンスカール帝国）の国防軍に配備されており、サイド2連合を相手に赫々たる戦果を挙げているとされる。

#### バリエーション（Gキャノン）
F71ネイキッド
名称は現場の兵士による呼称である。もともと支援用機体として造られたF71 Gキャノンだが、格闘性能の高さから最初からキャノン・パックを外して運用されることもあった。映画『機動戦士ガンダムF91』の劇中でもキャノン・パック非装備のGキャノンがヘビーガンのビーム・ライフルとシールドを携行しているシーンが描かれている。見た目がほぼヘビーガンと似ていることもあり、デナン・ゾンとの近接戦で応戦している機体や月の主力艦隊の艦載機もネイキッド装備なのだが、活躍や戦果の全てを「ヘビーガンの奮闘」で扱われてしまっている。
パワードウェポンタイプ
「月刊MSジャーナル」および『F91-MSV』に登場。フル装備または長距離支援仕様ともいう。Gキャノンの迎撃仕様で、F90Lを参考に設計されたといわれる。
F計画の次点として検討されたのがハードポイントの有効活用であった。連邦軍幹部は、MSの機動性の高さだけでは敵MSとの決定的差が生まれないと考えていたため、ハードポイントを積極活用した重武装化の強化案を進めることで、戦力の向上を図った。開発はFシリーズで実績のあるサナリィが行い、約3か月で完成させている。
航空近接支援攻撃（クローズエアサポート、CAS）と対空攻撃能力の向上を目的としている。機体各部に火器、脚部に推進器が増設されているほか、右肩部には対空管制照準システム、左肩部には照準センサーを備える。
武装・装備
ツイン・ビーム・キャノン / 超長距離用ビーム・シューター
右肩部に装備。かつてガンキャノンIIにも試験装備された。
地対空ミサイル / 大型ミサイルランチャー
左肩部に装備。
ガンユニット / 2連装グレネードランチャー
右腕部に装備。
2連電磁レールガン / 2連装88mmヘビィマシンガン（高速徹甲弾）
左腕部に装備。
スラスターユニット / 追加増速用ブースターパック
両脚に装備。推力は16,290kg。
ヴェスバータイプ（V.S.B.R. Type、新型火器試験仕様）
『F91-MSV』に登場。メカニックデザインは大河原。追加ジェネレーターと試作型のヴェスバーを装備した試験運用型。このタイプに装備されたヴェスバーはプロトタイプであるために出力が低く、実戦運用に適さない。また、装備配置の重心が悪い事から、F91で装備されたヴェスバーの配置は変更されている。
バズ・ガレムソン専用機
漫画『F90FF』に登場。特殊部隊「ファステストフォーミュラ」に編入されたバズ・ガレムソン大尉が搭乗する。カラーリングは黒を基調に一部白とライト・グレーで塗り分けられている。
0116年初春のオールズモビルによるフロンティアI襲撃の際には、コロニー内での近接格闘戦を主眼としたセッティングがほどこされており、一説にはF60の開発データ収集が目的ともいわれる。武装は両肩にビーム・キャノン、両前腕部にはF90Fタイプのビーム・スパイクを装備する。両脚のハードポイントには長距離支援仕様と同型のスラスター・ユニットを装備。全備重量は21.4トン。
その後のサイド1コロニー「バーラト」で暴動を起こしたエゥーゴOBの鎮圧では、右肩に長距離支援仕様の対空管制照準システムを装備、F90 Lタイプのロング・ライフルを携行。左前腕部のビーム・スパイクは残されるが、右前腕部とバックパックはネイキッド仕様に戻されている。哨戒機のネモとジム・キャノンIIを狙撃し撃破している。
Gキャノン・マグナ
F71生産の経験からノウハウを蓄積し、サナリィから不正手段で取得した技術も加えて制作した発展型。

以下は『ガンダムマガジン』第2号に掲載された、模型作例によるバリエーション。改造案は大河原による。
ビーム・キャノン&精密照準システム搭載タイプ
右肩にビーム・キャノン、左肩に精密照準システムを装備、いずれもガンキャノンIIのを小型化したものである。両脚のハードポイントにはF90Sタイプのクルージング・ミサイルを装備している。原型機よりも長距離の目標を撃破可能となっている。
改良型200ミリキャノン砲搭載タイプ
両肩にガンキャノン重装型の240ミリキャノン砲を200ミリに小型化したものを装備する。両脚のハードポイントにはF90Dタイプの5連ロケット弾パックを装備。火力は劣るものの軽量化され、接近戦向きの機体となっている。
200ミリ長距離砲搭載タイプ
右肩にジム・キャノンの240ミリ長距離砲を200ミリに小型化したものを装備する。小口径になったことで装弾数が増加し、マガジン式であるため各ハードポイントに予備弾倉を装備することも検討されている。

## F8シリーズ

### F80 ガンレイド
初出は、1992年に刊行された『SUPER MJ 機動戦士ガンダム最新MS造形資料集』。当時は存在のみが言及されるだけでデザインは描かれておらず、漫画『F90FF』でも登場人物の台詞で言及されるだけだったが、『F90FF』の続編的位置づけである漫画『機動戦士ガンダムF90クラスター』で正式な設定が起こされ、柳瀬敬之による機体デザインも公開された。また、2025年に通販サイトのプレミアムバンダイで本機のマスターグレード (MG) プラモデルの受注販売が決定し、「ガンレイド」という固有名も設定された 。
ヘビーガンの後継機を策定する「RGM-X計画」にもとづき、F9シリーズの量産原型機として試験生産された機体。設計はサナリィのナムスド研、生産はグリプス1工廠およびサイド3のツィマット社が担当した。当初は、F90からハードポイント・システムと疑似人格AIを排し、F70 キャノンガンダムと同様の高性能を追及した汎用機として開発されたが、F70の量産計画が頓挫したことを受けて、ヘビーガンやF71 Gキャノンとのパーツ共用で生産性と稼働率を高めるという妥協を強いられた。
ムーバブル・フレームはF70の設計を流用したマイクロ・ハニカム構造品を採用しつつも、外装はより安価な通常のガンダリウム・セラミック複合材に変更され、コンピューターとアビオニクスはF71と同等品となっている。ジェネレーターも、F71と同等の「AE/MG-3200J」を搭載する予定だったが、出力不足の指摘を受けて変更され、ブロック20以降の制式型では、F70の主機をツィマット社が改修した「Ti-103 “シリウス”」を搭載している。これらの変更は機体の重量増加を招き、近接格闘性能では極限まで軽量化されたF90に大きく劣っている。一方、F90からのフィードバックによるミッションパックの運用能力は維持されており、F90と同等のハードポイント数を生かした全領域作戦能力を獲得している。ただし、F90と同じ高コストなホロ・キューブ系大処理容量コンピューターではなく、換装ごとに書き換えを要する在来システムを使用しているため、換装直後に復帰する野戦換装は困難とされる。それでも、1回の書き換えにかかる時間は26分に抑えられており、実戦では実質的な「即時」レベルとなっている。
0116年初頭に、FF隊に編入されたバズ・ガレムソン大尉による慣熟訓練を兼ねた模擬戦闘が実施される予定であったが、ジョブ・ジョンいわく最終段階で教育型コンピューターにエラーが発見され（正確にはF90のAIはコピーできず、実働データを旧来型のコンピューターに落とし込む過程で未解決の不具合が生じている）、配備に至っていない。0118年に行われたRGM-X計画の選定では、コストと出力バランスから不合格となり、ライバル候補であったAEフォン・ブラウン支社製のRGM-119X プロト・ジェムズガンに採用を奪われる。もっともこれは、RGM-X計画とフォーミュラ計画の先導者であり、連邦軍とマハの抜本的な改革を求めていたハウゼリー・ロナの暗殺が影響しているとされ、機体の高性能を支持する現場の評価もあって、エコーズなどの特殊部隊や海兵隊用の少数生産が決定し、年月が経過して以降もコロニー自治体やコロニー公社などに近代化改修仕様が納入されている。また0121年には、傭兵部隊「ダンシネイン」の一員として第1次オールズモビル戦役を戦った木星出身の小隊「死神三銃士」（デス・ガンズ）も、それぞれO、G、Qの各ミッションパックを装着した機体に搭乗する。これら死神仕様は、サナリィ木星支社が生産した技術試験用の機体をベースにしていると推測され、対ビーム・コーティング繊維製のステルスポンチョを標準装備している。しかし、クロスボーン・ガンダムのマントと比較して対ビーム性能は直撃1発程度と低く、機体のスラスターにも干渉しやすいという欠点を有している。

## F9シリーズ

### F89
漫画『機動戦士クロスボーン・ガンダム DUST』が初出。メカニックデザインは大河原邦男。月刊ガンダムエース2018年8月号には、大河原が描き下ろした腰から上のイラストが掲載された。
ここでは便宜上F9シリーズに分類しているが、サナリィがF90を開発する前段階として検証実験用に製造した18メートル級MSである。完成体がF90とされていたため社内的に付けられたコードネーム。非公式に「ガンダムF89」というコードネームで呼ばれる場合もある。その関係からか、F90完成後に連邦によって承認されたF8シリーズに本機は含まれない。
サナリィでも小型MSをいきなり開発するのは技術的な観点からハードルが高く、まずは宇宙世紀110年代の技術で18m級の機体を制作する必要があった。また、同時に主任研究者であるグッゲンバイガー博士らAE社やジオン系から引き抜かれた技術者のもち寄りにより、採算を度外視した18メートル級の機体の最高性能を目指して開発されており、F90では小型化の際に実装を諦めた機能や性能があるため、総合的な性能はF90以上F91以下とされている。データ採取用に2機が制作され、模擬戦闘を繰り返して収集したデータを基にダウンサイジングすることでF90が生み出されている。機体カラーリングは青と赤の2種類。頭部アンテナも遠方からの目視確認を目的に曲線状と直線状の2種類が用意されている。
補給パーツは初期に6機分が製造され、F90完成直前に追加で4機分のパーツが製造されている。フレームそのものは新規に設計されているが、消耗の激しい部品はAE社製のパーツを転用可能。F90のミッションパック換装機構はこの段階で組み込まれており、遠距離攻撃型と高機動型の2種類のバックパックが試作されている。遠距離攻撃型パックはのちのヴェスバーの原型となるビーム・キャノンを搭載しているが、試作品のさらに試作品という事もあり3発撃てば機体が機能を停止してしまう欠陥品である。
製造された2機のうち、1機がフランク・オズにより「アンカー」の基礎フレームに流用されている。宇宙戦国時代後期の技術力が低下した時代に作られたため複数の機体や重機等のパーツが組み込まれており、破損したパーツをありあわせの部品で修理を重ねているため原型の面影はほとんど無い。もう1機は原型を留めたままオズが保有しており、ルナツーで彼の娘であるジャン・ドーヴァンが搭乗している。
漫画『F90FF』では、宇宙世紀0112年に頭部アンテナが曲線状の機体がギデオン・ブロンダン中尉をテスト・パイロットとして、フロンティア・サイドでパッツィ・アンゲリカ少尉が搭乗するF90（2号機）Fタイプと近接戦闘の模擬戦をおこない敗れている。その後は宇宙でのF90Kタイプの試験の際にオフェンス側としてヘビーガンとともに参加するが、傭兵集団GBGのジムIII隊の襲撃を受け迎撃に回る。

#### アンカー
漫画『機動戦士クロスボーン・ガンダムDUST』に登場する、F89のフレームに工業機械の部品などを用いてミキシングビルドされた改造機（改良では無い）。当該作品世界で生じている技術退行に適応しながらも、比較的高い性能を維持する。

#### F89・カスタム
漫画『機動戦士クロスボーン・ガンダムDUST』に登場。大破したガンダムF89を復元・改修した機体。一部カラーが変更され、ツインアイの色も黄色に変更されている。パイロットはマック・ストーム
背部には高機動型パックが装備されており、携行武装として当初アンカーが装備していたアックス・ガンを装備する。また、マック・ストームが以前搭乗していたヴェルダンの前面装甲を携行式のシールドに再改造して装備している。
この機体が復元された時点でF89用の予備パーツは残っておらず、これが最後の復元機とされている。

#### F89改・アンカーヘッド
漫画『機動戦士クロスボーン・ガンダム LOVE&PIECE』に登場。サイド1から地球に避難・降下して建国された「ネオシャングリラ」の国王アッシュ・キングの象徴とも言える機体・アンカーが失われたことから、代替機としてF89・カスタムの頭部およびバックスラスターと脚部膝下のみをアンカーと同形状に改造した機体。あくまでも急場凌ぎ的な機体であるため、頭部の錨はただの飾り同然で、使用は不可能。
国王であるアッシュ自身は内政に忙しく、パイロットはマック・ストームが継続して就いている。

### クロスボーン・ガンダム
（サナリィでの型式番号：F97）

#### フリント
（サナリィでの型式番号：F97-E）

### レコードブレイカー
（型式番号：F99）

### Rガンダム
バンダイのガシャポンシリーズ『SDガンダムR』に登場（型式番号：F99R / F99-R）。
R型のエンブレムを額にかざすことにより、状況に応じた形態に変身する。なお、『SDガンダムR』には、他にもアルファベットを冠したガンダムが多数登場している。
『SDガンダム』の登場機体であったが、後にリアル頭身にデザイン（アスキーの雑誌｢G20｣にデザイン画が掲載された）されており、"F99R (F99-R)" の型式番号が付けられている。